# McLaren M19A
Chronologie des modèles (1971-1972-1973)
McLaren M14A McLaren M23
La McLaren M19A, et son évolution M19C, est une monoplace de Formule 1 construite par McLaren Racing. Elle a participé à trois saisons de Formule 1, en 1971, 1972 et 1973.

## Historique

### 1971
La McLaren M19A, héritière de la M14A, débute en Grand Prix en Afrique du Sud aux mains du champion du monde 1967 Denny Hulme, son coéquipier Peter Gethin ne disposant pas du nouveau châssis à l'entame du championnat.
Lors des trois premiers Grands Prix, Hulme termine dans les points. En Hollande, si Gethin dispose à son tour de la M19A, les résultats ne sont pas au rendez-vous puisque Gethin est non-classé et Hulme termine hors des points, à la douzième place. L'équipe connaît dès lors des problèmes de fiabilité du moteur : Hulme abandonne quatre fois de suite (en France, Grande-Bretagne, Allemagne et Autriche) tandis que Gethin quitte l'écurie pour BRM sans avoir marqué le moindre point.
Hulme termine seul la saison et signe notamment une quatrième place au Grand Prix du Canada.

### 1972

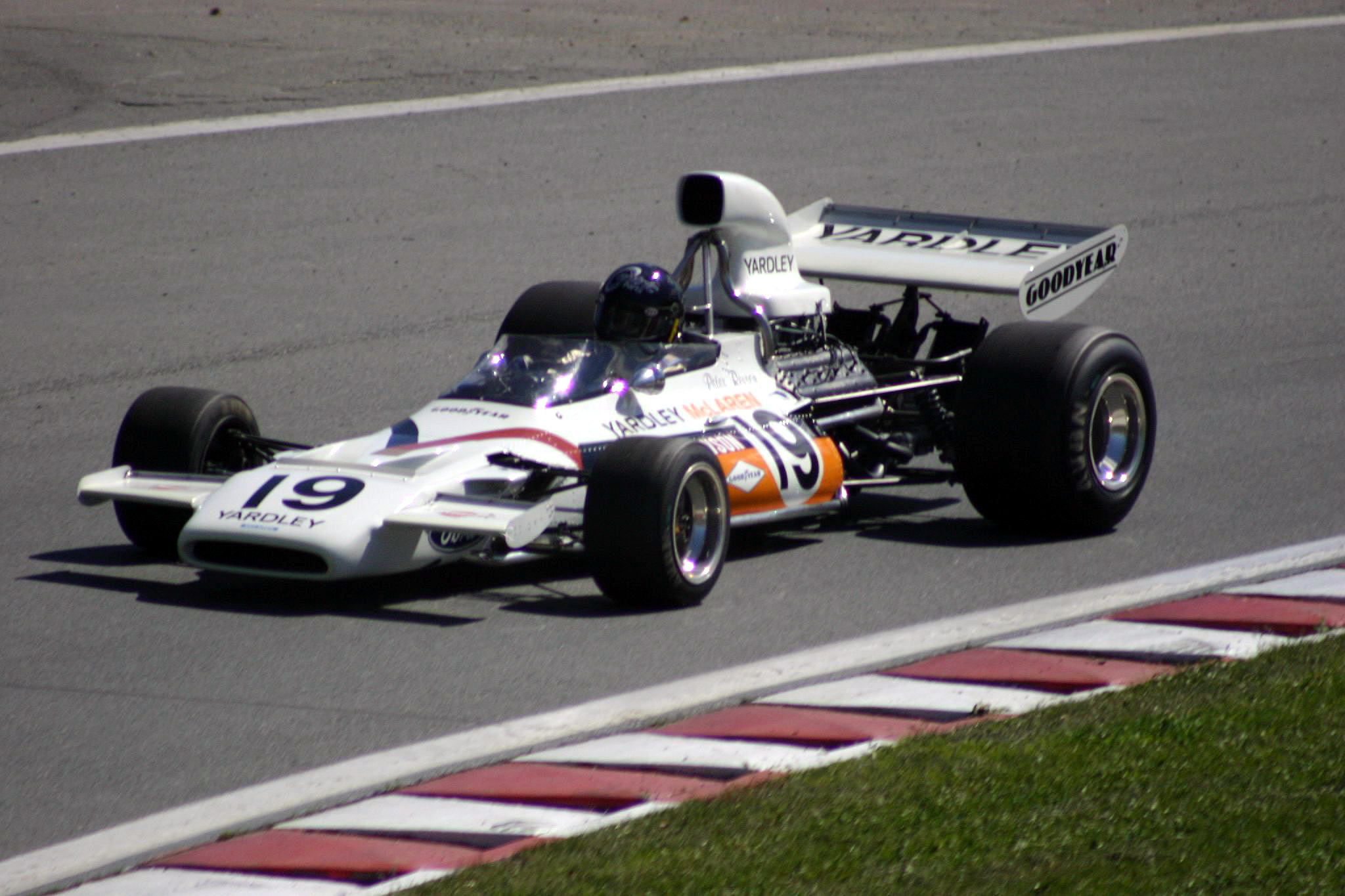
La McLaren M19C de Peter Revson (Grand Prix du Canada 1972) en démonstration sur le circuit Gilles Villeneuve.

En 1972, l'écurie est sponsorisée par la marque de cosmétiques britannique Yardley et s'engage en championnat sous le nom Yardley Team McLaren et le pilote américain Peter Revson remplace Peter Gethin. Les problèmes de fiabilité du Cosworth DFV sont corrigés et Denny Hulme termine sur la deuxième marche du podium du premier Grand Prix de la saison, en Argentine. Le deuxième Grand Prix, en Afrique du Sud, est encore meilleur car Hulme remporte la course quand son coéquipier termine troisième.
En Espagne, Denny Hulme rencontre des problèmes de boîte de vitesses mais Revson termine cinquième. À Monaco, Denny Hulme dispose de l'évolution M19C du châssis. En difficulté, il termine quinzième. Pour ce Grand Prix, peter Revson est remplacé par son compatriote Brian Redman qui se classe cinquième.
En Belgique, Denny Hulme se classe troisième, Revson faisant de même en Grande-Bretagne. En Autriche, Hulme et revson terminent tous deux sur les accessits du podium, deuxième et troisième. Sur le rapide circuit de Monza, en Italie, Denny Hulme se classe une nouvelle fois troisième.
Au Canada, Revson signe la première pole position de l'histoire de McLaren et se classe deuxième devant Hulme. Denny Hulme finit la saison en terminant une nouvelle fois troisième au Grand Prix des États-Unis.

### 1973
En attendant la nouvelle McLaren M23, Denny Hulme et Peter Revson repartent pour une nouvelle saison à bord de la M19C. En Argentine, Hulme se classe cinquième puis troisième au Brésil en signant le meilleur tour en course avant de passer à la M23. Revson doit attendre un Grand Prix supplémentaire pour disposer d'un second châssis. Le passage à la M23 est bénéfique pour Mclaren car, en Afrique du Sud, Denny Hulme signe la pole position tandis que Revson, pour la dernière sortie de la M19C, se classe second de l'épreuve. Lors de ce Grand Prix, l'ancienne M19C de Denny Hulme est confiée au jeune pilote local débutant Jody Scheckter qui termine hors des points, à la neuvième place.

## Résultats en championnat du monde

### Écurie officielle McLaren
| Saison | Écurie                     | Moteur               | Pneus | Pilote         | 1    | 2    | 3    | 4   | 5    | 6    | 7    | 8    | 9   | 10  | 11   | 12  | 13  | 14  | 15  | Points inscrits | Classement |
| ------ | -------------------------- | -------------------- | ----- | -------------- | ---- | ---- | ---- | --- | ---- | ---- | ---- | ---- | --- | --- | ---- | --- | --- | --- | --- | --------------- | ---------- |
| 1971   | Bruce McLaren Motor Racing | Ford Cosworth DFV V8 | G     |                | ADS  | ESP  | MON  | NED | FRA  | GBR  | ALL  | AUT  | ITA | CAN | USA  |     |     |     |     | 10              | 6e         |
| 1971   | Bruce McLaren Motor Racing | Ford Cosworth DFV V8 | G     | Denny Hulme    | 6    | 5    | 4    | 12  | Abd. | Abd. | Abd. | Abd. |     | 4   | Abd. |     |     |     |     | 10              | 6e         |
| 1971   | Bruce McLaren Motor Racing | Ford Cosworth DFV V8 | G     | Peter Gethin   |      |      |      | nc  | 9    | Abd. | Abd. |      |     |     |      |     |     |     |     | 10              | 6e         |
| 1972   | Yardley Team McLaren       | Ford Cosworth DFV V8 | G     |                | ARG  | ADS  | ESP  | MON | BEL  | FRA  | GBR  | ALL  | AUT | ITA | CAN  | USA |     |     |     | 47              | 3e         |
| 1972   | Yardley Team McLaren       | Ford Cosworth DFV V8 | G     | Denny Hulme    | 2    | 1    | Abd. | 15  | 3    | 7    | 5    | Abd. | 2   | 3   | 3    | 3   |     |     |     | 47              | 3e         |
| 1972   | Yardley Team McLaren       | Ford Cosworth DFV V8 | G     | Peter Revson   | Abd. | 3    | 5    |     | 7    |      | 3    |      | 3   | 4   | 2    | 18  |     |     |     | 47              | 3e         |
| 1972   | Yardley Team McLaren       | Ford Cosworth DFV V8 | G     | Brian Redman   |      |      |      | 5   |      | 9    | np   | 5    |     |     |      |     |     |     |     | 47              | 3e         |
| 1972   | Yardley Team McLaren       | Ford Cosworth DFV V8 | G     | Jody Scheckter |      |      |      |     |      |      |      |      |     |     | np   | 9   |     |     |     | 47              | 3e         |
| 1973   | Yardley Team McLaren       | Ford Cosworth DFV V8 | G     |                | ARG  | BRE  | ADS  | ESP | BEL  | MON  | SUE  | FRA  | GBR | NED | ALL  | AUT | ITA | CAN | USA | 58*             | 3e         |
| 1973   | Yardley Team McLaren       | Ford Cosworth DFV V8 | G     | Denny Hulme    | 5    | 3    |      |     |      |      |      |      |     |     |      |     |     |     |     | 58*             | 3e         |
| 1973   | Yardley Team McLaren       | Ford Cosworth DFV V8 | G     | Peter Revson   | 8    | Abd. | 2    |     |      |      |      |      |     |     |      |     |     |     |     | 58*             | 3e         |
| 1973   | Yardley Team McLaren       | Ford Cosworth DFV V8 | G     | Jody Scheckter |      |      | 9    |     |      |      |      |      |     |     |      |     |     |     |     | 58*             | 3e         |

- * Seulement 13 points ont été marqués avec la M19A. Le reste des points de la saison 1973 ont été marqués avec la M23.

### Écurie privéePenske-White Racing
Fin 1971, Roger Penske engage une McLaren M19A pour les Grands Prix du Canada et des États-Unis aux mains de Mark Donohue et de David Hobbs.
| Saison | Écurie              | Moteur               | Pneus | Pilote       | 1   | 2   | 3   | 4   | 5   | 6   | 7   | 8   | 9   | 10  | 11  |
| ------ | ------------------- | -------------------- | ----- | ------------ | --- | --- | --- | --- | --- | --- | --- | --- | --- | --- | --- |
| 1971   | Penske-White Racing | Ford Cosworth DFV V8 | G     |              | ADS | ESP | MON | NED | FRA | GBR | ALL | AUT | ITA | CAN | USA |
| 1971   | Penske-White Racing | Ford Cosworth DFV V8 | G     | Mark Donohue |     |     |     |     |     |     |     |     |     | 3   | np  |
| 1971   | Penske-White Racing | Ford Cosworth DFV V8 | G     | David Hobbs  |     |     |     |     |     |     |     |     |     |     | 10  |

Légende : ici 